# Kim Splidsboel
Kim Splidsboel (født 25. november 1955) er en dansk fodboldtræner, der er forhenværende cheftræner for B.93. Han har tidligere været landstræner for Malawi.
Som spiller spillede han for Hvidovre IF og Herfølge BK.